# Teratocephalus tilbrooki
Teratocephalus tilbrooki is een rondwormensoort uit de familie van de Teratocephalidae. De wetenschappelijke naam van de soort is voor het eerst geldig gepubliceerd in 1979 door Maslen.